# Puylaroque

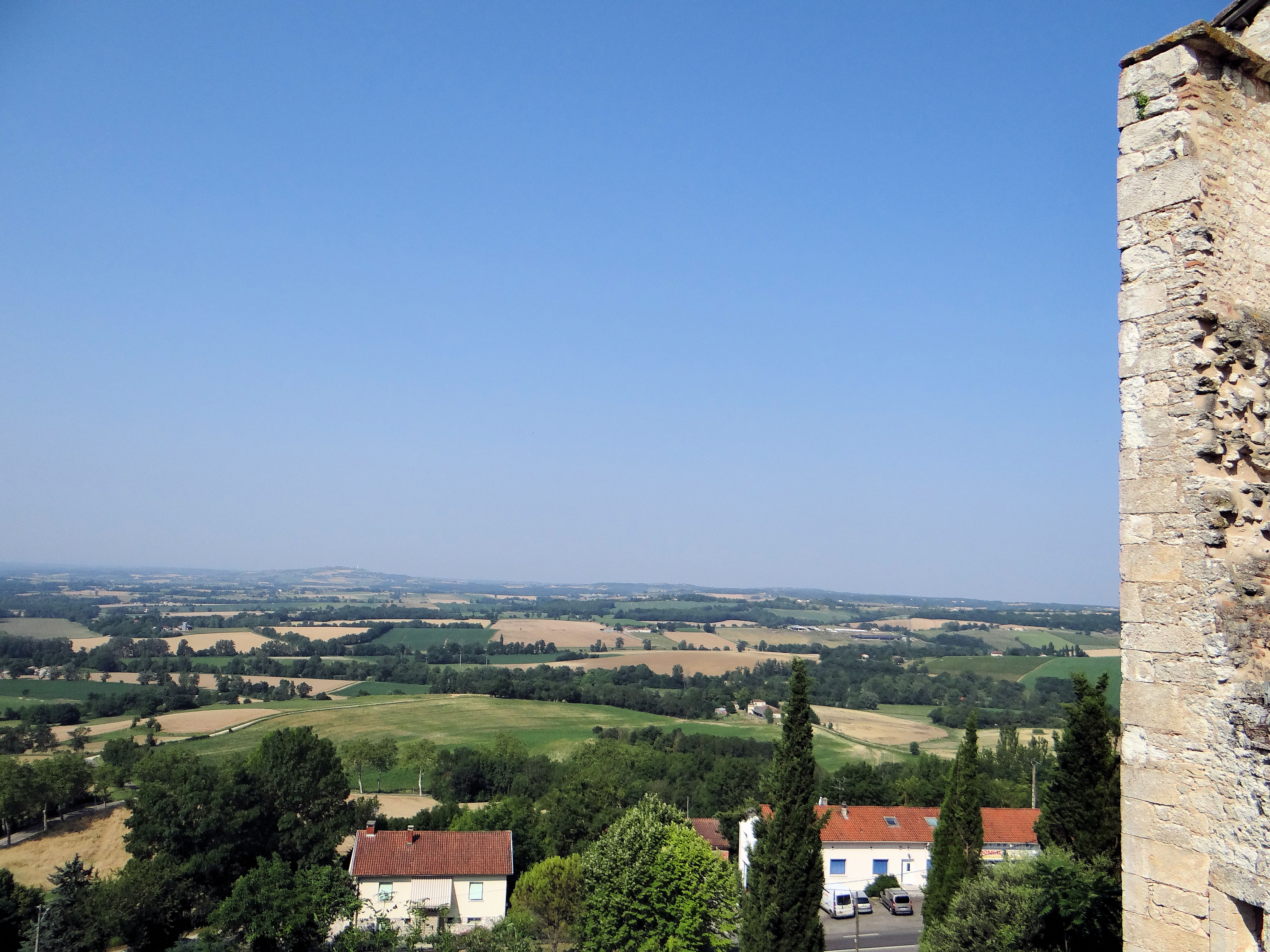
Vista de la comuna

Puylaroque es una comuna francesa situada en el departamento de Tarn y Garona, en la región de Occitania.

## Geografía
Está ubicada en la otrora provincia de Quercy, en el límite con el departamento de Lot, sobre el río Lère.

## Geología
El territorio de Puylaroque se extiende sobre dos formaciones geológicas distintas: el Quercy Blanc (caracterizado por calizas sueltas de origen terciario) y el Causse de Limogne (un tipo de meseta caliza muy erosionada de origen jurásico, parte de los Causses de Quercy).

## Economía
La economía de la comuna se basa en la vitivinicultura.

## Salud
Puylaroque cuenta con una farmacia, un médico, diversas enfermeras y una kinesioterapeuta

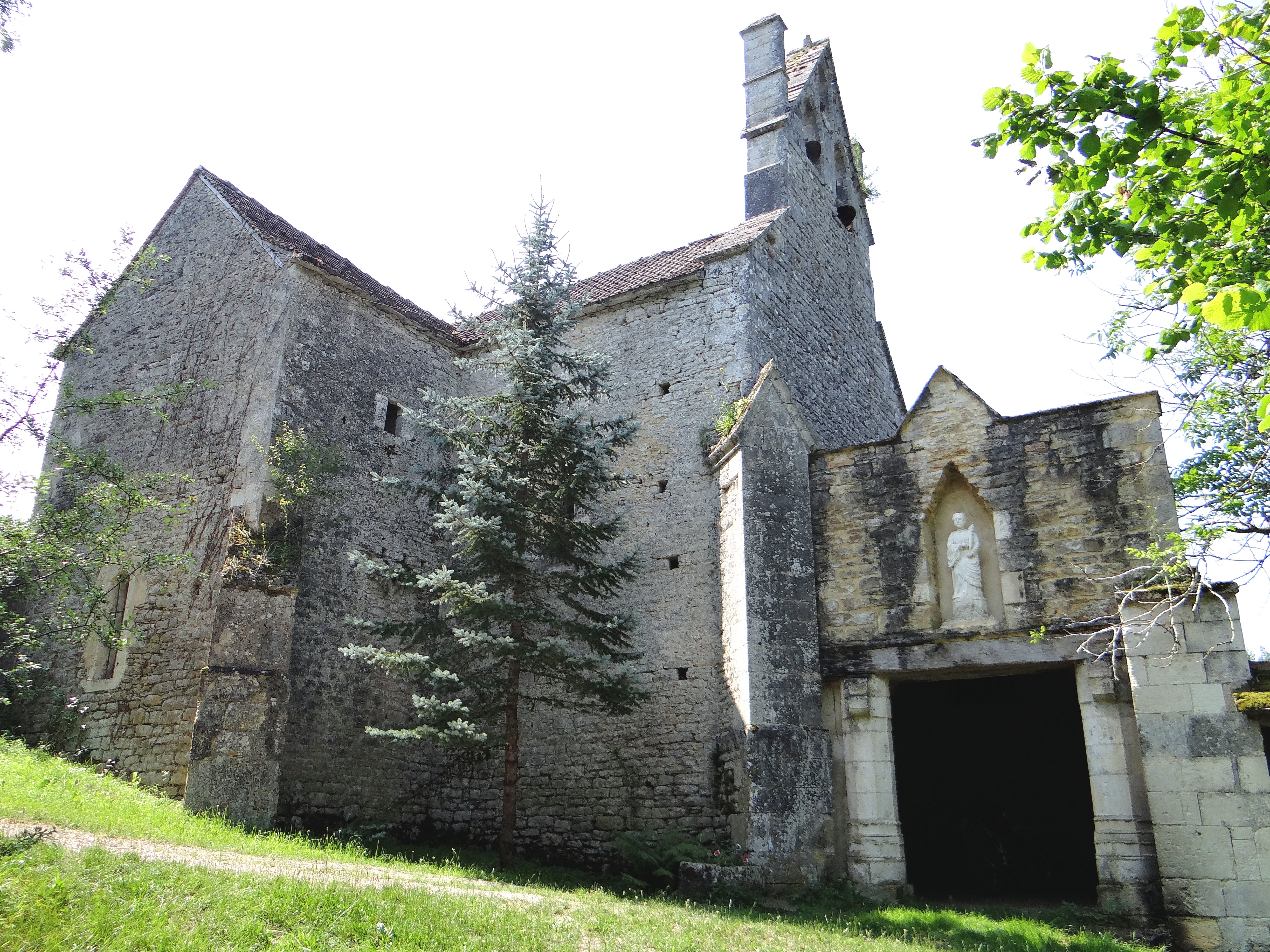
Chapelle Saint-Symphorien, monumento histórico desde 1948

## Demografía
| 686 | 629 | 606 | 614 | 580 | 576 | 701 |
| Para los censos de 1962 a 1999 la población legal corresponde a la población sin duplicidades (Fuente: INSEE [Consultar]) |     |     |     |     |     |     |